# Уетор-Вега
Уетор-Вега (ісп. Huétor Vega) — муніципалітет в Іспанії, у складі автономної спільноти Андалусія, у провінції Гранада. Населення — 11 551 особа (2010).
Муніципалітет розташований на відстані близько 360 км на південь від Мадрида, 4 км на південний схід від Гранади.

## Демографія
Динаміка населення (INE ):

## Галерея зображень

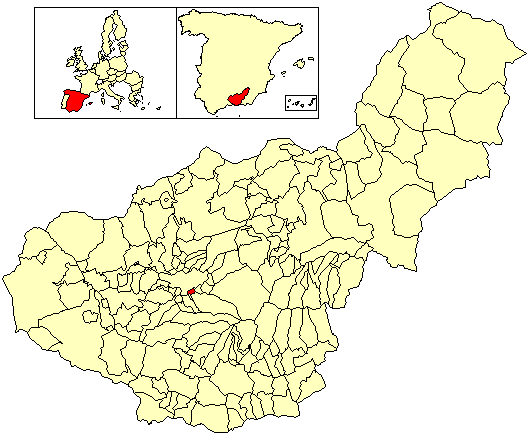
Розташування муніципалітету Уетор-Вега у провінції Гранада